# Иванов, Андрей Анатольевич (бизнесмен)
Андрей Анатольевич Иванов (укр. Андрій Анатолійович Іванов); 5 апреля 1965, Магнитогорск, СССР) — украинский инвестор.

## Биография
В 1987 году окончил Высшее военно-морское училище имени Фрунзе в Ленинграде и получил диплом инженера гидрометеоролога на гидрографическом факультете, класс океанографии и гидрометеорологии. В 1987—1991 служил на ракетном противолодочном крейсере «Москва») и противолодочном крейсере «Ленинград».
В начале 1990-х ушёл в бизнес. Сперва занимался торговлей товарами народного потребления. Затем открыл несколько швейных цехов по пошиву одежды, а также поставлял нефтепродукты на территорию Крыма. Но в 1992 году продал бизнес в Севастополе и переехал в Санкт-Петербург. Здесь начал работать в компании «Орими», руководил ее нефтяным филиалом в Самаре и наладил бесперебойные поставки нефтепродуктов в Украину. 
В этот период познакомился со своим будущим партнёром по бизнесу Василием Хмельницким), который тогда работал заместителем директора компании «Орими ойл». Последующие совместные бизнес проекты они реализовывали уже на Украине, куда Иванов переехал летом 1993 года. Здесь они занимались нефтепродуктами – через ООО Данаприс Лтд (Киев)
В начале 1995 года Иванов был назначен заместителем директора СП ЗАО Теком (Киев). В этом же году он стал генеральным директором ООО Данаприс (Киев)
В апреле 1996 года бизнесмен вошел в состав Совета ИК НПК-Банк. С июня 1998 года – Президент АБ Национальные инвестиции, председатель правления (Киев).
Параллельно интерес партнеров – Иванова и Хмельницкого – сконцентрировался и на металлургической отрасли. Они стали инвесторами ОАО «Запорожсталь» и в 1998 году системно вошли в управление этой компанией. Предприниматели начали выстраивать вертикально интегрированный холдинг и вложили средства в покупку ряда горно-металлургических активов.     
В декабре 2000 года Иванов стал Председателем наблюдательного совета акционерного общества и оставался на должности до 2006 года.К этому времени конъюнктура на мировом рынке металлопродукции начала меняться, и это подтолкнуло бизнесмена к продаже акций предприятия. В итоге была заключена сделка с группами Midland и «Индустриалбанк» на сумму в $ 405 млн.
В 2000-х Иванов в партнерстве с Хмельницким создали «Киевскую инвестиционную группу» (КИГ). В нее вошли компании «Киевхлеб» и «Киевмлын» (группа «Хлеб Киева»). Она также активно скупала земельные участки сельхозпредприятий на территории столицы Украины, чтобы реализовывать инвестпроекты по недвижимости.
За время своей работы группа внесла в проекты Киева до $ 200 млн инвестиций. В эти годы Иванов также пробует свои силы на политическом поприще. В 2002 году он прошёл в Киевсовет баллотируясь на мажоритарном округе. Спустя четыре года переизбирался по спискам «Батькивщины». Позже вышел из политической силы из-за разногласий с ее лидером Юлией Тимошенко.
Одновременно Иванов и Хмельницкий не прекращали поиск направлений для новых инвестиций. Среди таких оказалось жилищно-коммунальное хозяйство Киева. Так, в 2006 году был создан «Киевэнергохолдинг» и впоследствии продан другим бизнес-структурам. В этом же году группа осуществила сделку по продаже одного из активов – «Киевского завода безалкогольных напитков «Росинка». В 2010 году Иванов и Хмельницкий снова приобрели акции этого предприятия, успешно провели его реструктуризацию и продали стратегическому инвестору. Еще одним этапом предпринимательской деятельности Иванова была девелоперская компания UDP, которую он вместе с Хмельницким создал в 2002 году. Ее основные проекты реализовывались в столице Украины: ТЦ «Городок» (2003), «Новопечерские Липки» (начало в 2004), «Парковый Город» (2007), RiverStone (2010), ТРЦ Ocean Plaza (2012), «Бульвар Фонтанов» (2013), Smart Plaza Polytech (2018), Smart Plaza Obolon (2019). При этом ТРЦ Ocean Plaza был продан российской «ТПС Недвижимость»По разным оценкам, сумма этой сделки составила от $ 270 млн до $ 350 млн. Девелопер участвовал и в региональных проектах – в 2016 году он присоединился к развитию первого украинского индустриального парка «Белая Церковь». Кроме этого, с 2009 года группа является инвестором Международного аэропорта Киев им. И. Сикорского. 
Очередным направлением бизнеса Иванова стала учрежденная в 2016 году инвестиционно-девелоперская компания в сфере возобновляемой энергетики UDP Renewables.
Современный этап работы Иванова посвящен частному инвестиционному фонду Quarter Partners, который вкладывает средства в проекты в IT, инфраструктуре, недвижимости, фармацевтике в Украине и за рубежом. В 2019 году объем инвестиций фонда оценивался в $ 520 млн долларов.
Состояние Иванова, по оценкам НВ в октябре 2019 года, равнялось $ 133 млн.

## Семейное положение
Андрей Иванов женат на Наталье Авенесовне. У него трое детей. Андрей Иванов, Кирилл Иванов и Глеб Иванов.